# La Folle de Pen-March
Pour plus de détails, voir Fiche technique et Distribution.
La Folle de Penmarch est un film muet français réalisé par Georges Denola, avec Mistinguett, sorti en 1912 et dont l'action se déroule en Bretagne.

## Fiche technique
- Titre : La Folle de Penmarch
- Réalisation : Georges Denola
- Scénario : Eugène Millon
- Photographie :
- Montage :
- Producteur :
- Société de production : Société cinématographique des auteurs et gens de lettres (S.C.A.G.L)
- Société de distribution :  Pathé Frères
- Pays d'origine :  France
- Langue : film muet avec les intertitres en français
- Format : Noir et blanc — 35 mm — 1,33:1 — Muet
- Métrage : 255 mètres
- Genre : Film dramatique
- Numéro de catalogue Pathé : 5096
- Durée : 8 minutes et 30 secondes
- Dates de sortie :
  -  France : mai 1912

## Distribution
- Jean Dax : Alain Kériadec
- Mistinguett : Yvonne
- Maria Fromet : le petit Jean
- Harry Baur